# Dendrocnide urentissima
Dendrocnide urentissima är en nässelväxtart som först beskrevs av François Gagnepain, och fick sitt nu gällande namn av Chew. Dendrocnide urentissima ingår i släktet Dendrocnide och familjen nässelväxter. Inga underarter finns listade i Catalogue of Life.